# Іліч Рамірес Санчес
Іліч Рамірес Санчес (ісп. Ilich Ramírez Sánchez, також Карлос Шакал англ. Carlos the Jackal); (нар. 12 жовтня 1949, Каракас, Венесуела) — міжнародний терорист, став відомим завдяки численним терористичним актам і захопленням заручників у Європі. Відбуває довічне ув'язнення у Франції за звинуваченням у вбивстві французьких агентів безпеки.

## Біографія
Іліч Рамірес Санчес народився у заможній родині у столиці Венесуели Каракасі 12 жовтня 1949 року. Батьки Ельба Марія Санчес і Хосе Альтаграсія Рамірес Навас (адвокат), мали хорошу освіту й були переконаними комуністами. Батько, попри заперечення дружини, назвав кожного з трьох синів іменами пов'язаними з засновником СРСР Володимиром Іллічом Ульяновим (Леніним). Таким чином, другий син отримав ім'я Іліч (Ilich). Батько виховував дітей у повазі до ідей комунізму, хоча матір намагалася також виховувати їх християнами. Коли Ілічу виповнилося 13 років батьки розлучилися.
Після розлучення з дружиною батько відправив Іліча на навчання до місцевої школи-ліцею Fermin Toro, вчителі котрої були відомі схильністю до комуністичної ідеології. У 1964 році у віці 15 років Іліч вступив до венесуельської компартії, був одним із відповідальних за молодіжне крило в ліцеї. Це молодіжне крило партії почало розпочало реальну партизанську війну проти влади. Батько Іліча, занепокоєний, що той загине, 1966 року відправив дітей до матері в Лондон. Там Іліч приєднався до про-комуністичних угрупувань у Великій Британії.
1968 року за сприяння Комуністичної партії Венесуели Іліча відправили до Москви, де той вступив до Московського університету дружби народів імені Патріса Лулумби. Там він вивчав інженерію, опанував російську мову, але був неконтрольованим, навчався погано. 1970 року Іліча виключили з університету і звинуватили в антирадянській діяльності, коли він взяв участь у демонстрації арабських студентів університету.
1967 року, після виключення з університету Іліч переїхав до Йорданії, де разом з палестинцем Жоржем Хабашем створив Орґанізацію визволення Палестини, у спеціальному таборі вивчав методи терористичної діяльності для боротьби за звільнення Палестини від ізраїльської окупації. У боях разом з палестинцями Іліч отримав прізвисько Карлос і зажив репутацію безстрашного і рішучого бійця.
У лютому 1971 року Карлос переїхав до Лондона до матері, повернувся до цивільного життя та вступив до Лондонського університету. Саме тут Карлос обрав жертву свого першого терористичного акту. 30 грудня 1973 року він увірвався до будинку провідного члена британської сіоністської організації, президента з роздрібної торгівлі компанії Marks & Spencer Джозефа Зіффа і вистрілив йому в обличчя. Скориставшись панікою, Карлос утік до прибуття поліції. Бізнесмен вижив, а на другому пострілі пістолет Ілліча заклинило. Цей теракт та декілька інших у Лондоні і Парижі проти ізраїльських установ, банків та про-ізраїльських газет зажили Карлосу репутації серед про-палестинських кіл у Європі та на Близькому сході.
У 1974 році Карлос допомагав «Червоній армії Японії» звільнити їхнього екстреміста з французької в'язниці. 13 вересня члени організації захопили французьке посольство в Гаазі та взяли в заручники 11 людей. Французи не хотіли погоджуватися на умови терористів, тому Карлос кинув гранату у крамницю на паризькому бульварі Сен-Жермен. Двоє людей загинули, 34 були поранені.
13 і 19 січня 1975 року Ілліч зі спільниками намагався збити з гранатомета два ізраїльські літаки в аеропорту «Орлі» близ Парижу. Перший снаряд влучив у югославський літак і адміністративну будівлю, вдруге вистрілити терористам завадила поліція, але вони встигли кинути кілька гранат у будівлю аеропорту, в результаті 23 людини отримали поранення. Поліція не знала, хто стоїть за нападами.
У червні 1975 року поліціянти затримали спільника Карлоса, що привів їх до конспіративної квартири Ілліча. Карлос чемно відкрив двері, запропонував правоохоронцям випити, а потім дістав пістолет і застрелив двох поліцейських та свого колишнього колегу. Третій поліцейський отримав поранення. Це зробило раніше невідомого Ілліча мішенню спецслужб. У Лондоні поліціянти провели рейд на іншу квартиру Карлоса. Його там не було, але в квартирі знайшли примірник роману «День Шакала» англійського письменника Фредеріка Форсайта, після чого медіа прозвали Ілліча «Шакалом».
Протягом наступних років він зустрічався із декількома лідерами арабських країн, такими як Муамар Каддафі, Саддам Хусейн та іншими. Крім того, Карлос користувався прихильністю лідера кубинської революції Фіделя Кастро. В грудні 1975 року Карлос захопив у заручники 11 міністрів і ще 80 учасників зустрічі ОПЕК у Відні. Хоча Карлоса пов'язували з декількома іншими терактами, конкретних доказів його участі у інших злочинах не виявили. Терористи висунули владі Австрії вимоги, зокрема літак та проголошення маніфесту на підтримку «Народного фронту визволення Палестини» на державних радіостанціях і телеканалах. Ілліч звільнив 50 заручників, а з рештою людей на борту Austrian Airlines вилетів до Алжиру, де відпустив заручників. Це була остання місія Карлоса для «Народного фронту». Він мав стратити двох міністрів (ОАЕ та Ірану), щоб ослабити ОПЕК, але Ілліч цього не зробив. Згодом виявили, що Саудівська Аравія заплатила йому щонайменше $50 млн за звільнення заручників. 1976 року Карлоса виключили з організації.
Все це створило навколо нього ореол невловимого месника, супертерориста, який легко змінював зовнішність, зухвало здійснював напади на різні об'єкти та політиків і якого довгий час не могли зловити спецслужби декількох країн.
1978 року він створив у Східному Берліні «Організацію збройної арабської боротьби» (Organization of the Armed Arab Struggle). Вона складалася переважно з лівійських, сирійських і німецьких повстанців. Штазі надала Іллічу кілька конспіративних квартир, команду з 75 помічників і дозволяла відкрито носити пістолет. З Берліну Карлос спланував 5 терактів у Франції та ФРН, які здійснив протягом 1982—1983 років. 1981 року Карлос зі спільниками замінували офіс «Радіо Свобода» в Мюнхені. Шестеро людей було поранено. Вибух замовив тогочасний президент Румунії Ніколае Чаушеску, що міг заплатити за неї $2 млн. Це пояснювали тим, що більшість румунів хотіли слухати «Радіо Свобода», а не державні румунські ЗМІ.
У 1979 році Карлос ненадовго одружився із Магдаліною Копп, активісткою Червоних Бригад і терористкою. 1982 року Карлос на замовлення сирійської влади замінував авто біля офісу французької арабомовної газети Al Watan al Arabi, що мала антисирійські настрої. Загинула одна випадкова людина, 60 людей було поранено. Поліція заарештувала Магдалену Копп і спільника Карлоса, швейцарця Бруно Верге. Намагаючись звільнити спільника та дружину, Карлос організував підклав бомбу в потяг із Парижу до Марселю, яким їхав тодішній мер Парижу Жак Ширак. Загинули троє людей і 13 було поранено, Ширак не постраждав.

### Судан
Карлос задив слави й став одним із найрозшукуваніших злочинців, якого шукали Моссад, ЦРУ, Моссад та Інтерпол. Багато з союзників Карлоса порвали зв'язки з ним, а країни, де він переховувався, забороняли йому в'їзд (Угорщина, НДР, Лівія, Сирія). Із закінченням Холодної війни Карлосу ставало дедалі важче здійснювати терористичні акти і переховуватися в Європі, він спочатку знайшов притулок у Сирії, а у 1990-х роках переїхав до Судану. У Судані він переважно розважався, танцював у клубах. Це дратувало владу. У Судані за допомогою ЦРУ французька розвідка вийшла на слід Карлоса і отримали згоду місцевої влади на видачу терориста.
Суданський політик Хасан ат-Турабі сказав, що Судан прихистив бійця за Палестину, який став поводитися як хуліган, пиячити і проводити час із різними жінками.

### Затримання, суд
14 серпня 1994 року агенти французької спецслужби арештували Іліча в лікарні в Хартумі й перевезли його до Франції, де він постав перед судом за вбивство французьких агентів у 1975 році. 1997 року суд визнав Карлоса винним і засудив до довічного ув'язнення.
У березні 2017 році справу переглянули і збільшили вирок до трьох довічних ув'язнень. Ілліча визнали винним у 80 вбивствах, хоча сам він у інтерв'ю заявив, що його організація вбила 1 500 людей, але не шкодував про свої дії. Ілліч відбуває покарання у в'язниці французького міста Пуассі.

## Зображення в літературі
- Роберт Ладлам, Трилогія Борна

## Кінематограф
- «Двійник» (англ. The Assignment) (1997) р.
- «Карлос (міні-серіал)», (2010) р.